# Szokolnyiki metróállomás
A Szokolnyiki (oroszul: Соко́льники) egy metróállomás a moszkvai metró Szokolnyicseszkaja vonalán. Moszkva Szokolnyiki kerületében, a Keleti közigazgatási körzetben található. A Ruszakovszkaja utca alatt található. Nevét Szokolnyiki kerületről kapta. 2023-ra tervezik az állomás kibővítését, ami így kapcsolódna a Bolsaja Kolcevaja vonalhoz is.

## Története
A környékbeli alagutakat és az állomást is a kéregvágás módszerével építették ki. Már 1933 nyarán előkészületek folytak, azonban a munkát csak 1934 márciusában kezdtek, és 1935. május 15-én hivatalosan megnyílt az állomás, és vele együtt a metróhálózat is. Az állomás 30 évig a vonal végállomásaként szolgált, egészen az 1965-ös bővítésekig, amikortól a Preobrazsenszkaja ploscsagy szolgált végállomásként. Az állomás mellékvágányait napjainkban is használják a vonatok éjjeli tárolására.

## Díszítése
Az állomást Ivan Taranov és Nagyezsda Bikova tervezte. A peron menti pillérek türkiz színű márvánnyal vannak borítva. Az állomás kinézete díjat nyert az 1937-es párizsi világkiállításon.

## Fordítás
Ez a szócikk részben vagy egészben  a   Sokolniki című angol Wikipédia-szócikk fordításán alapul.  Az eredeti cikk szerkesztőit annak laptörténete sorolja fel. Ez a jelzés csupán a megfogalmazás eredetét és a szerzői jogokat jelzi, nem szolgál a cikkben szereplő információk forrásmegjelöléseként.